# Лісопитомник (Україна)
Лісопитомник — селище в Україні, Криворізькому районі Дніпропетровської області.
Орган місцевого самоврядування — Новопільська сільська рада. Населення — 212 мешканців.

## Географія
Селище Лісопитомник знаходиться на відстані 0,5 км від сіл Степове і Дніпровка. Через селище проходить автомобільна дорога Н11.

## Населення

### Мова
Розподіл населення за рідною мовою за даними перепису 2001 року:
| Мова       | Кількість | Відсоток |
| ---------- | --------- | -------- |
| українська | 187       | 88.21%   |
| російська  | 23        | 10.85%   |
| білоруська | 2         | 0.94%    |
| Усього     | 212       | 100%     |